# 気候地形学
気候地形学（きこうちけいがく Climate Geomorphology）とは、地形学の一分野であり、個々の気候地形区のなかで、どのような侵食作用によっていかなる地形が形成されるかを体系化しようとする学問。気候学とも密接な関連がある。関連する地形形成作用としては、風化や侵食作用のほか、土壌生成作用、岩屑移動が含まれる。

## 概要
時代ごとの地球上の地形は現在の気候の制約を受けたメカニズムに沿って形成され、過去から現在にいたるまで、気候と地形は密接な関係を保っている。この関係に注目した研究が気候地形学であり、また地形形成期を明らかにし、現在の地球上にある地形を分析するのが気候地形発達史という。地形の形成に影響を及ぼしているのは、地球内部からの内的営力と太陽の光と大気圏に起源を求めることのできる外的営力の二つにわけられる。気候地形学はこのうちの外的営力に分けられる。外的営力には様々な種類があるが、その中で最も地形形成に影響を与えるのが気候である。陸上の地形は大気に覆われているため気候の影響を強く受けるためである。気候形成メカニズムの構成は12の要素に分けることができるが、これらの要素は静的要素と動的要素に分けることができる。前者は陸水・雪氷圏・生物圏・土壌圏・分解圏をつくり、後者は侵食・運搬・堆積の3要素である。いずれも地形形成に欠かすことのできない構成だが、それらを生み出す力は太陽エネルギーに起源を求めることができる。

## ビューデルの気候地形学
気候地形学は地形学における新しい研究分野としてヨーロッパで発達してきた。約60年前までは地形の調査では、個々の地形の典型例に注目するのが普通であり、気候地形学はまだ新しい観点からの研究であった。1948年にビューデル（de:Julius Büdel）によって気候地形帯についての考えが初めて提示された。ビューデルは気候地形帯によって侵食(erosion)と削剥(denudation)の状態が違うということを主張した。削剥平坦面とは侵食によってできた平坦面のことである。しかし、この考え方に対して反論があり、その代表といわれるのがルイ(H.Louis)である。ルイは組織地形を重視しており、気候地形学派と組織地形学派はドイツにおける地形学を二分してきたといえる。最近の研究では、走査型電子顕微鏡(SEM)やエネルギー分散システム(EDS)によるラテライトの分析に基づいて、熱帯の土壌形成環境が詳しく議論されている。

## 気候地形帯
気候地形学的観点から気候帯ごとに気候地形(Climate Topography)の分類が行なわれ地球上の気候地形帯が分類された。気候地形帯は現在ほぼ同質の地形形成メカニズムが作用している地域のことである。ビューデルによれば、気候地形帯は現在分類されている気候帯の境界とは必ずしも一致しない。（気候地形帯の不等性）このことから地形形成メカニズムにはさまざまな要素がまじりあって、相互に影響し、多様なエネルギー転換が行われていることがわかる。

## 気候地形帯の分類
地形形成作用上影響を及ぼすあらゆる要因や、現在の気候状態から説明できる地形群を考慮にいれて、以下のような気候帯の区分ができる。
- 第1地帯：北極および南極の氷河地帯
- 第2地帯：極地および亜極地の凍結~融解地帯
- 第3地帯：冬季寒冷な(ボレアル)森林気候地帯
- 第4地帯：湿潤温和な森林気候地帯
- 第5地帯：冬季寒冷な森林ステップ・ステップ・半砂漠・砂漠および高地砂漠の気候地帯
- 第6地帯：熱帯外の乾季と雨季とが交代する気候地帯
- 第7地帯：湿潤亜熱帯(雨季が卓越し、乾季と雨季とが交代する亜熱帯気候―亜熱帯モンスーン気候を含む)
- 第8地帯：乾燥亜熱帯(乾季が卓越し、乾季と雨季とが交代する亜熱帯気候)地帯
- 第9地帯：亜熱帯～熱帯の砂漠気候地帯
- 第10地帯：乾燥熱帯周縁(乾季が卓越し、乾季と雨季とが交代する熱帯気候)地帯
- 第11地帯：乾季と雨季とが交代する熱帯
- 第12地帯：年中湿潤な熱帯

## 日本での研究
斜面形成プロセスにおいて気候地形学的な観点から研究がおこなわれることが多い。戦後の斜面プロセスの研究は、日本独自の災害研究の一環として行われてきた。しかし気候地形学的な観点からの研究が1960年代からあらわれ、1970年代末から盛んになってきた。守屋(1972)は、岐阜県根尾川上流山間部で、表層崩壊状況の観察に基づき、山地における斜面の発達を、最終氷期の周氷河作用で作られた凸型斜面に、後氷期の多雨環境下で崩壊斜面が食い込んでいく過程として統一的にとらえようとした。この考えを羽田野(1974)は発展させ、上部の凸型斜面と下部の崩壊斜面との境界を侵食前線(後氷期解析前線)とよんで地形発達史の意義を強調した。「後氷期解析前線」は、気候変化に関連した斜面の形態変化の概念として、世界に発表されている(Kaizuka and Suzuki,1993)。